# Grypoctonus lama
Grypoctonus lama är en tvåvingeart som beskrevs av Speiser 1928. Grypoctonus lama ingår i släktet Grypoctonus och familjen rovflugor. Inga underarter finns listade i Catalogue of Life.